# ريتشارد ديدكايند
يوليوس فيلهلم ريتشارد ديدكايند (بالألمانية: Julius Wilhelm Richard Dedekind) هو عالم رياضيات ألماني. ولد في 6 أكتوبر 1831 وتوفي في 12 فبراير 1916. قام بأعمال مهمة في الجبر التجريدي (خاصة نظرية الحلقات) ونظرية الأعداد الجبرية وتأسيس الأعداد الحقيقية.

## وصلات خارجية
- ريتشارد ديدكايند على موقع الموسوعة البريطانية (الإنجليزية)
- ريتشارد ديدكايند على موقع إن إن دي بي (الإنجليزية)